# Pagani Zonda
Pagani Zonda (рус. Пага́ни Зо́нда, с итальянским произношением — Дзонда,) — среднемоторный спортивный автомобиль, созданный итальянской компанией Pagani Automobili. Автомобиль дебютировал в 1999 году и производился до 2011 года; объём производства — примерно 10 машин в год. К июню 2011 года было произведено 209 автомобилей Zonda, включая использовавшиеся для тестов прототипы. Zonda выпускался в двух вариантах — это двухместный купе и кабриолет. Конструкция в основном состоит из углепластика.
В разработке машины на начальном этапе участвовал чемпион Формулы 1 Хуан-Мануэль Фанхио. Изначально автомобиль планировали назвать в честь него — «Fangio F1», однако после его смерти в 1995 году название было изменено. Zonda дала начало традиции фирмы Pagani давать автомобилям названия, связанные с ветрами. «Viento zonda» — ветер фён, дующий с восточных склонов Анд в Аргентине.

## Модельный ряд

### 1999 Zonda C12
Первая модель С12 впервые была представлена в 1998 году на Женевском автосалоне. Машина была оснащена двигателем Mercedes-Benz M120 V12 объёмом 6 л, который развивает мощность 480 л. с. при 5200 об/мин и крутящий момент 571 Н·м при 3800 об/мин. Максимальная скорость машины составляет 340 км/ч. Всего было построено 5 таких автомобилей, из них: один был использован в краш-тесте, а ещё один для выставок. Остальные три были построены и проданы для клиентов. Цена машины составляла 320 тыс. $. С12 разгоняется до 100 км/ч за 4,2 с; до 160 — за 8,2 с. 402 метра машина проходит за 12,1 с (скорость на финише — 200 км/ч).

### 2000 Zonda C12 S
В 2000 году Pagani выпускает Zonda С12 S. Эта машина использует 7-литровый двигатель от AMG мощностью 550 л. с. Более мощный двигатель позволяет машине пройти дистанцию в 402 метра за 11,3 с. Новая С12 на 10 кг легче предыдущей. Цена машины возросла до 350 тыс. $. Новая машина получила более длинную переднюю часть и закрылки в задней части для лучшей аэродинамики. Также машину легко узнать по новым фарам и выхлопной трубе. Таких машин было выпущено 16.

### 2002 Zonda C12 S 7.3
В 2002 году на автомобиль начинает ставиться новый двигатель объёмом 7,3 л производства AMG. В машину добавлен контроль проскальзывания колес (англ. traction control), чтобы справиться с мощностью в 555 л. с. и 750 Н·м крутящего момента. Pagani Zonda C12 7.3 разгоняется до 100 км/ч менее чем за 3,5 с и развивает скорость до 360 км/ч.

### 2003 Zonda GR
Разработка Zonda GR началась в декабре 2004 на базе Zonda S. Машина соответствовала правилам FIA и ACO. Вес автомобиля был уменьшен до 1100 кг, и для неё была спроектирована новая подвеска, также как и новые колеса с тормозами. Zonda GR было возможно купить только на заказ. Разгон от 0 до 100 км/ч — за 3,3 с. Двигатель был оставлен тот же — 7-литровый от AMG, форсированный до 590 л. с.

### 2005 Zonda F (C12 °F)
На женевском автосалоне Pagani представила экстремальный вариант купе Zonda. Версия F получила 7,3-литровый двигатель AMG, форсированный до 602 л. с. Мощность двигателя передается через 6-ступенчатую КПП на задние 20-дюймовые колеса с шинами 335/30. Впереди у автомобиля 19-дюймовые колеса с шинами размерности 255/35. Спортивная тормозная система получила диски диаметром 380 мм спереди и 355 мм сзади.
C12 °F имеет максимальную скорость свыше 215 миль/ч и разгоняется до 100 км/ч всего за 3,5 секунды.

### Zonda R

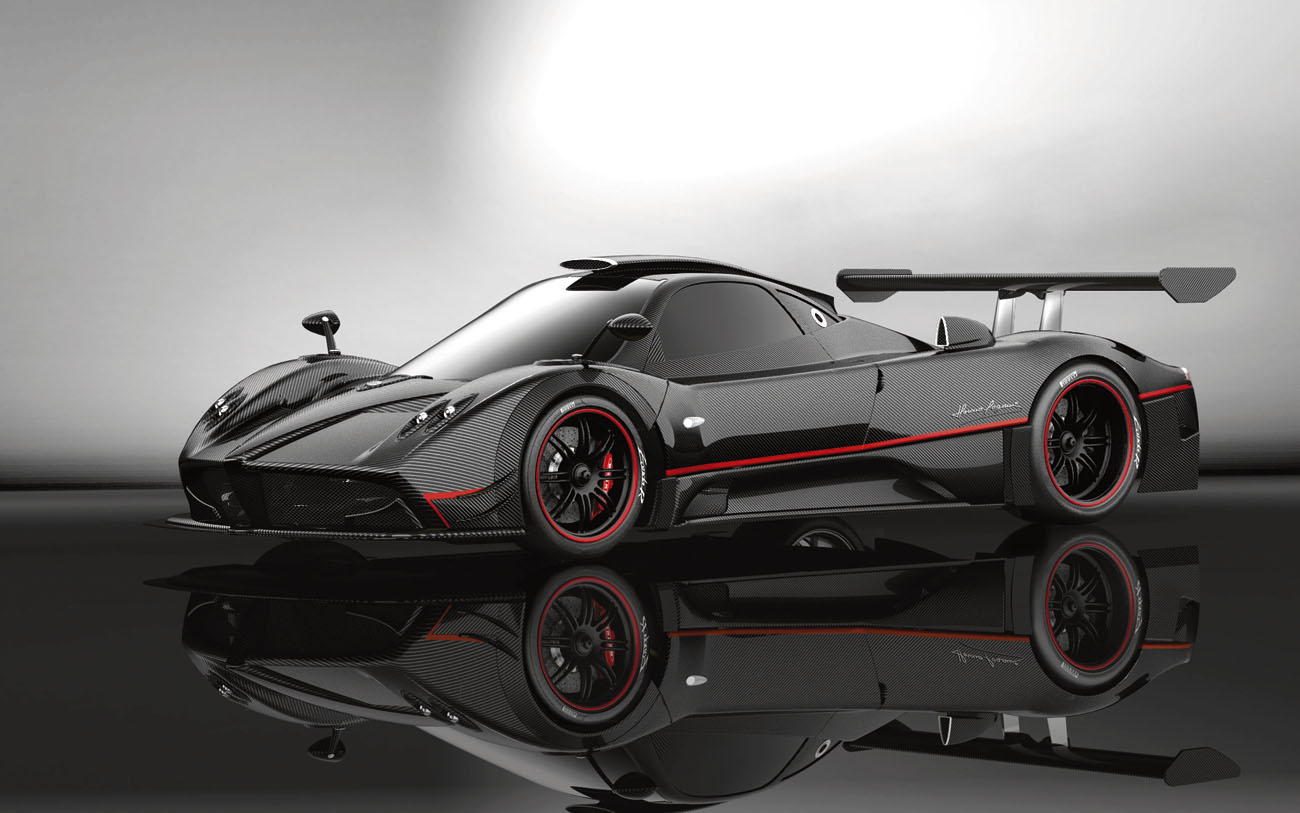
Pagani Zonda R

Монокок модификации Zonda R выполнен из углеродно-титанового композита. За счет применения нового материала возросла жесткость при значительном снижении веса. Передний и задний подрамники изготовлены из хроммолибденового сплава, а внешние кузовные панели из углеволокна MD System. Для деталей подвески конструктор Горацио Пагани выбрал алюминиевый сплав AvionAl, для структурных элементов, удерживающих двигатель и коробку передач — сплав ErgAl. Благодаря этим мерам снаряжённый вес машины составляет всего 1070 кг.
Непосредственно на шасси установлен двигатель AMG V12 объёмом 6,0 л, развивающий мощность 750 л. с. и крутящий момент 710 Н·м. КПП — секвентальная 6-ступенчатая XTRAC 672 с картером из магниевого сплава, передачи переключаются лепестками на рулевой колонке, время переключения 150 мс.
Машина оснащена 12-канальной системой трекшн-контроля Bosch Motorsport и ABS. Конструкторы использовали гоночные антикрылья фирмы Ennegi, у машины плоское днище и задний диффузор. Диапазон настроек позволяет варьировать аэродинамические характеристики в широком диапазоне: при максимальном угле наклона антикрыльев создается прижимная сила в 1300 кг, а минимальный позволяет разгоняться до скоростей свыше 350 км/ч.
До 100 км/ч автомобиль разгоняется за 2,7 с; максимальная скорость — около 390 км/ч.
Также существует версия Zonda R Evo, мощностью 800 л. с. — наиболее мощная версия Pagani Zonda на сегодняшний день. Примечательно что спонсором постройки данного автомобиля является автосимулятор Gran Turismo.

### Zonda Cinque
Кузов Pagani Zonda Cinque, масса которого составляет 1210 кг, также изготовлен из углеродно-титанового композита. Шасси и колесные диски изготовлены из сплава магния и титана, выпускная система — из инконеля (жаропрочный сплав на никелевой основе) и титана. Автомобиль оснащен 7,3-литровым бензиновым двигателем AMG мощностью 678 л. с. (780 Н·м). До 100 км/ч автомобиль разгоняется за 3,4 с; до 200 км/ч — менее 10 с; максимальная скорость — более 350 километров в час.

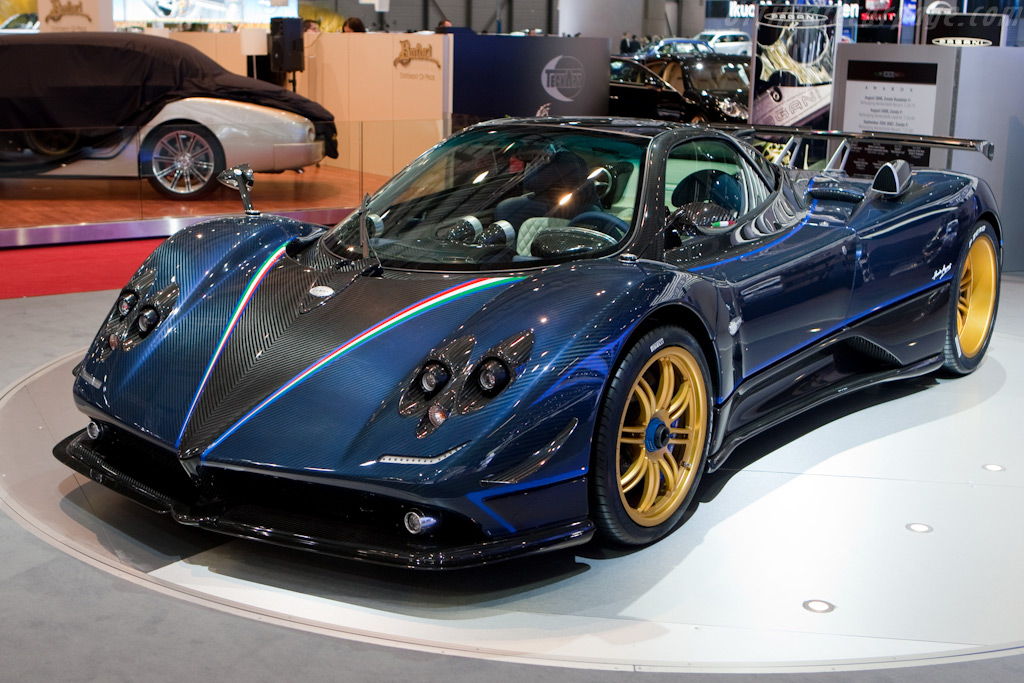
Pagani Zonda Tricolore

Pagani Zonda Cinque выпущен ограниченной серией в пять экземпляров. Все эти автомобили уже куплены по предварительным заявкам.

### Zonda Tricolore
На Женевском автосалоне 2010 года Pagani объявила о намерении построить автомобиль Zonda Tricolore. Единственный экземпляр стоимостью около 1,3 миллиона евро без учёта налогов будет построен к 50-летию итальянской команды по высшему пилотажу. В основу Zonda Tricolore положена самая мощная модификация Zonda Cinque с углеволоконно-титановым кузовом, секвентальной коробкой передач и титановой выхлопной системой. Расположенный в базе двигатель Mercedes AMG V12 объёмом 7,3 л развивает 670 л. с., обеспечивая лёгкому автомобилю разгон от 0 до 100 км/ч за 3,2 секунды.

## Индивидуальные заказы

### Zonda PS (2009)
Эта персонализированная Pagani Zonda была разработана специально для Питера Сайвелла, английского бизнесмена и автолюбителя. Изменения, очевидно, находятся в верхней части шасси и переделана с обычной на позаимствованную коробку передач, предназначенную для предстоящей Zonda C9. Она отличается от Pagani Zonda F тем, что недавно была продана на аукционе в Лондоне за £ 700 000 (€ 823 000).
Наиболее заметное внешнее отличие этой машины является модифицированная выхлопная труба. Вместо четырёх соединённых в квадрат выхлопных труб, поставлена линия из четырёх выхлопных труб, расположенных в ряд. Также очевидным является переработанный диффузор и гораздо больше устройств, которые мы видели раньше на Pagani Zonda Cinque. В данной версии нет дополнительных вентиляционных отверстий на колесных арках и нет совка набегающего потока воздуха на крыше. Cinque, который был показан в Женеве также был со стандартной выхлопной Zonda

### Zonda HH (2011)
За маркировкой HH скрывается имя 30-летнего гуру программного обеспечения Дэвида Хайнемайера Ханссона.

### Zonda 750 (2011)
Pagani представляет Zonda 750, автомобиль названный так в честь количества лошадиных сил, уместившихся под его капотом. Он имеет тот же двигатель, что и у Zonda R: V12 AMG, который на сотню лошадей сильнее того, что стоит в Zonda F.
Новая версия имеет огромное количество деталей, сделанных вручную, а также специальную окраску интерьера и заднее окно.

### Zonda Rak (2011)
На свет уже вышли первые официальные изображения очередной, уже четвёртой по счету, эксклюзивной модификации суперкара Pagani Zonda Cinque, которая получила название RAK. Автомобиль существует в единственном экземпляре и был изготовлен по специальному заказу немецкого дилерского центра Singen. Отличительными особенностями этой машины является жёлтая окраска кузова и особое оформление интерьера.
Суперкар оснащен двенадцатицилиндровым бензиновым двигателем объёмом 7,3 литра, форсированным с 678 до 702 лошадиных сил и работающим в паре с шестиступенчатой секвентальной коробкой передач. Динамические характеристики новинки не сообщаются, однако стандартный Pagani Zonda Cinque ускоряется с нуля до ста километров в час за 3,4 секунды, а до 200 километров в час — менее чем за 10 секунд. Максимальная скорость — 350 километров в час.
Автосалон Singen выставил эксклюзивную Pagani на продажу. Её стоимость составляет 1 миллион 849 тысяч евро. Пробег автомобиля — 90 километров.

### 760LH (2012)
Автомобиль сделан по заказу пилота Формулы-1 — Льюиса Хэмилтона, от Cinque данный автомобиль отличается мощностью 760 л. с. и традиционной механической коробкой передач, взамен подрулевых лепестков.
В ноябре 2015 года в Монако Льюис Хэмилтон попал в аварию на Pagani Zonda 760LH.

### Zonda ZoZo (2015)
Автомобиль сделан по заказу японского миллиардера Юсаку Маэдзавы, основателя онлайн-магазина одежды Zozotown (отсюда и название суперкара — ZoZo). Как и в остальных версиях серии 760, Zonda ZoZo оснащается 7,3-литровым «атмосферником» V12 от AMG мощностью 760 л. с. Отличительными особенностями этой машины является черно-фиолетовая окраска, задние фонари-«бумеранги», а также множество других особенностей в экстерьере, интерьере и даже оформлении моторного отсека.
В декабре 2016 года в Токио Юсаку Маэдзава попал в аварию на своей Zonda ZoZo, столкнувшись с Maybach 62S.

### Прочие спецверсии
Absolute, 760RS, Zonda F Roadster Final Edition, 764 Passione, 760 Fantasma,HP Barchetta.

## Pagani Huayra
Модель Pagani Huayra, впервые показанная публике в начале 2011 года, разработана на смену Pagani Zonda. «Автомобиль получил 3 770 новых деталей, карбоно-титановое шасси, специально созданные компаний Pirelli шины и электронику Bosch», — говорит глава компании об этой модели.
Автомобиль оснащен 6,0-литровым V12 с турбонаддувом Mercedes-Benz AMG, развивающим 700 л. с. Huayra соответствует современным экологическим стандартам и уровню безопасности США, поэтому может продаваться на американском рынке. Стоимость составляет около 1 млн евро. Планируемый объём выпуска — 40 шт. в год.

## Галерея

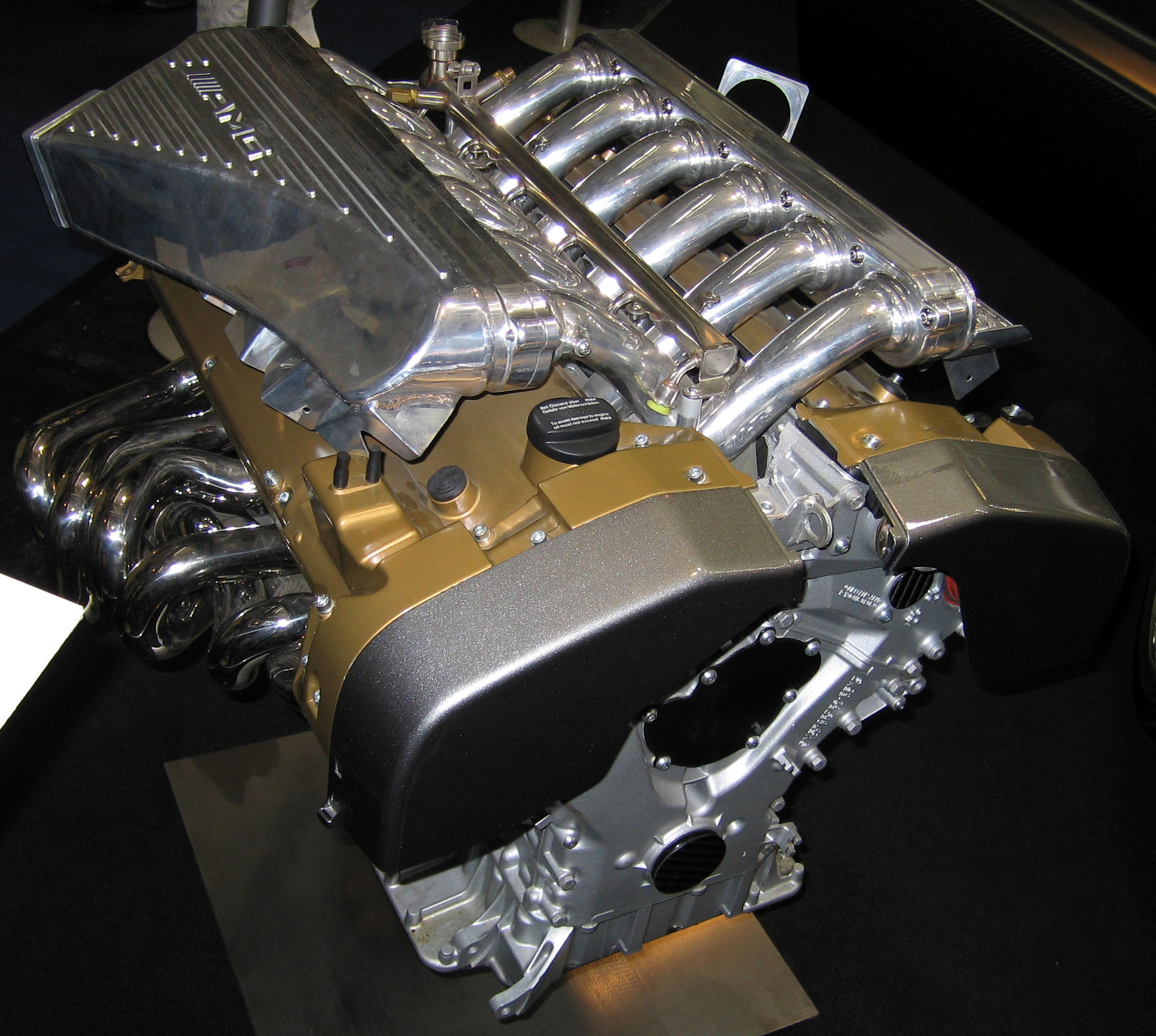
Двигатель Pagani Zonda F производства AMG
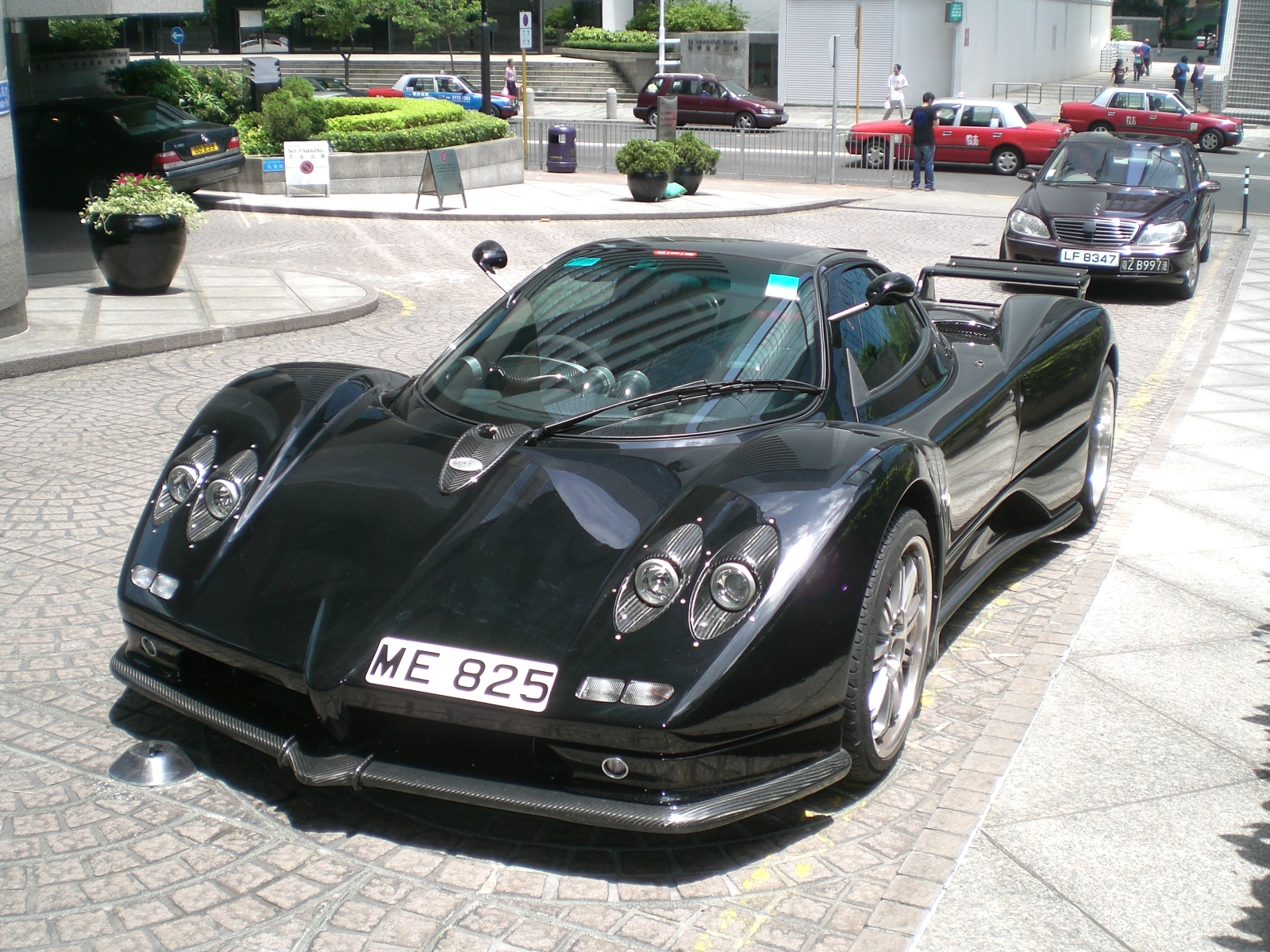
Pagani Zonda
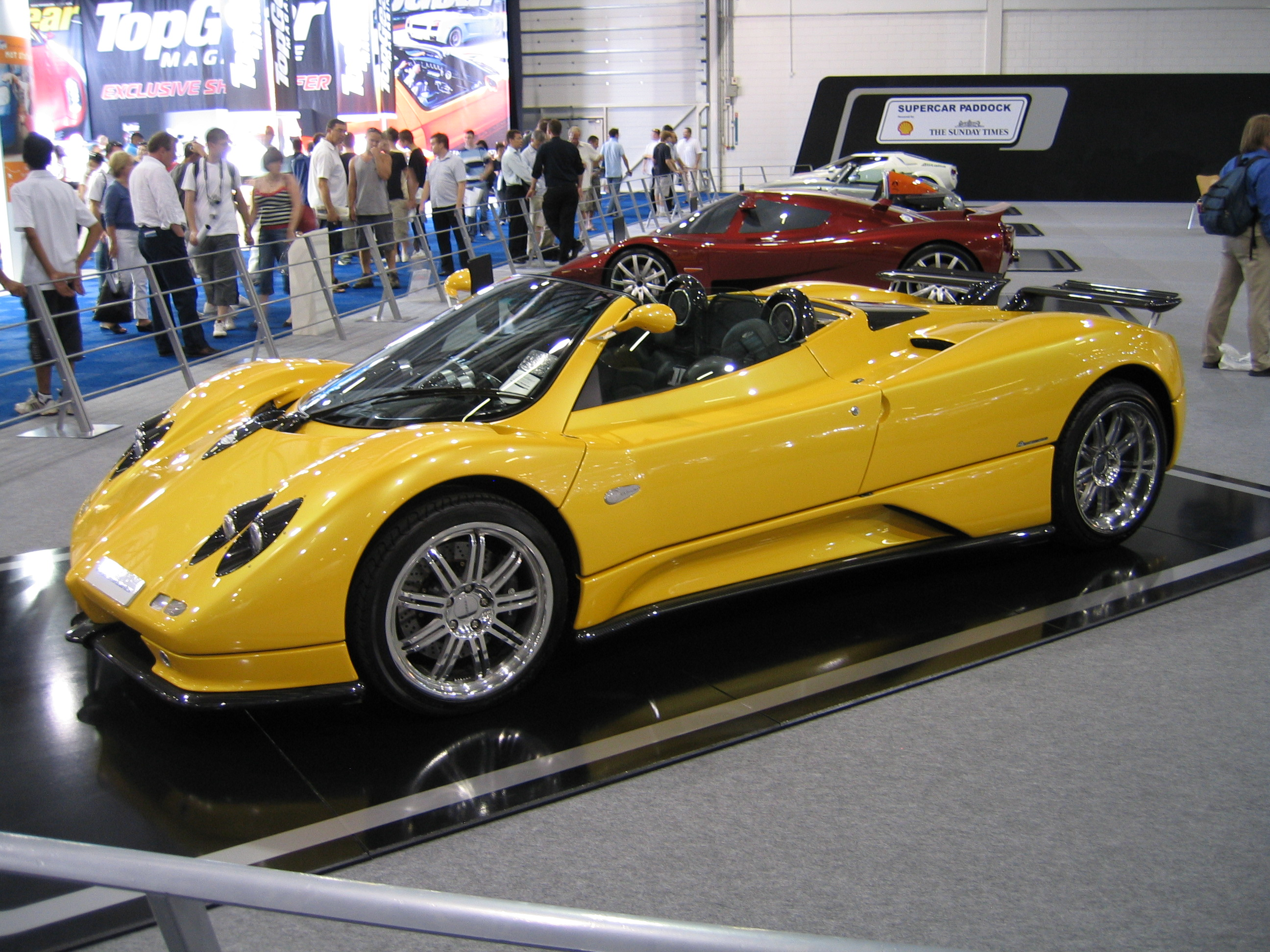
Pagani Zonda родстер
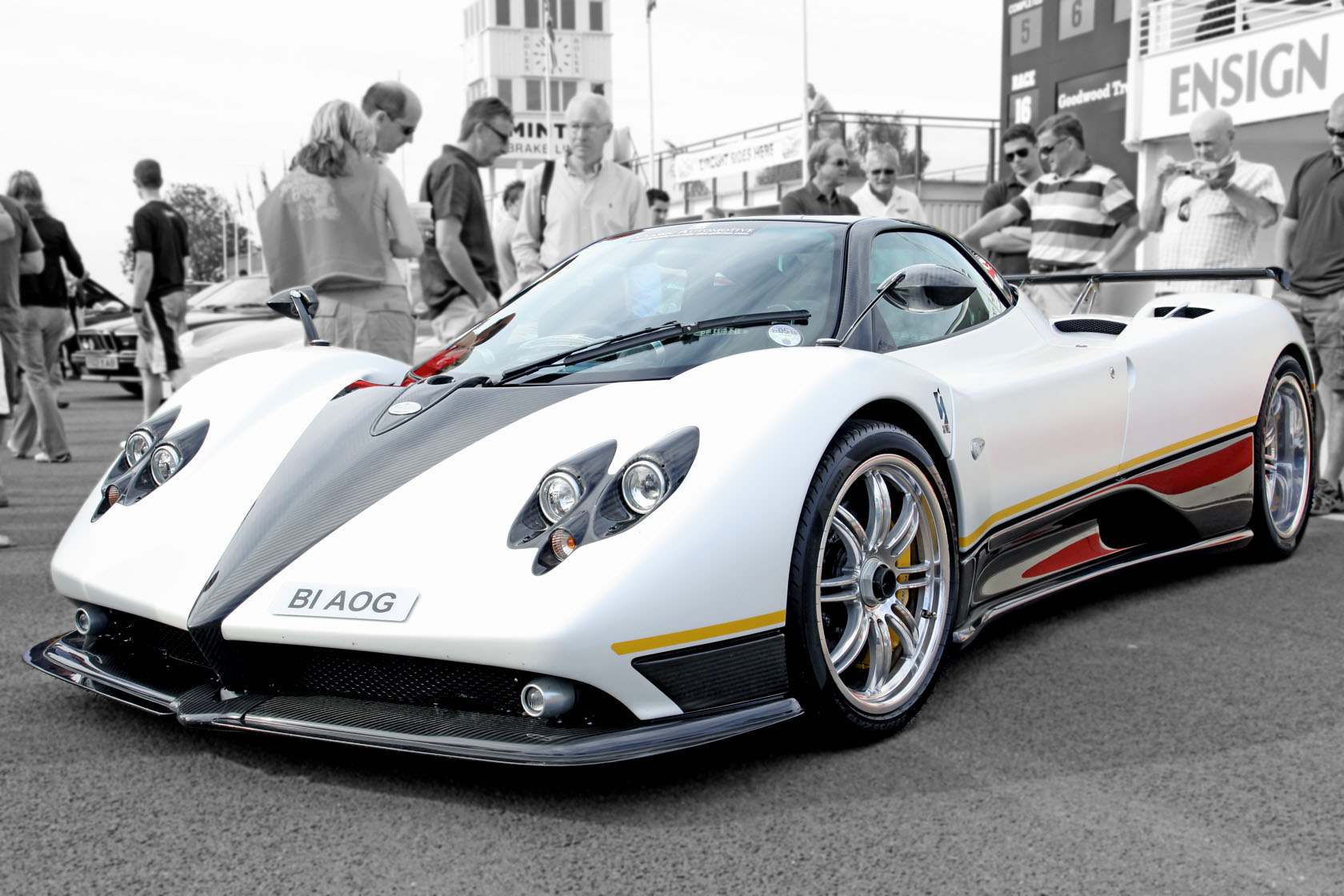
Pagani Zonda PS Питера Сайвелла